# 크리스 마소글리아

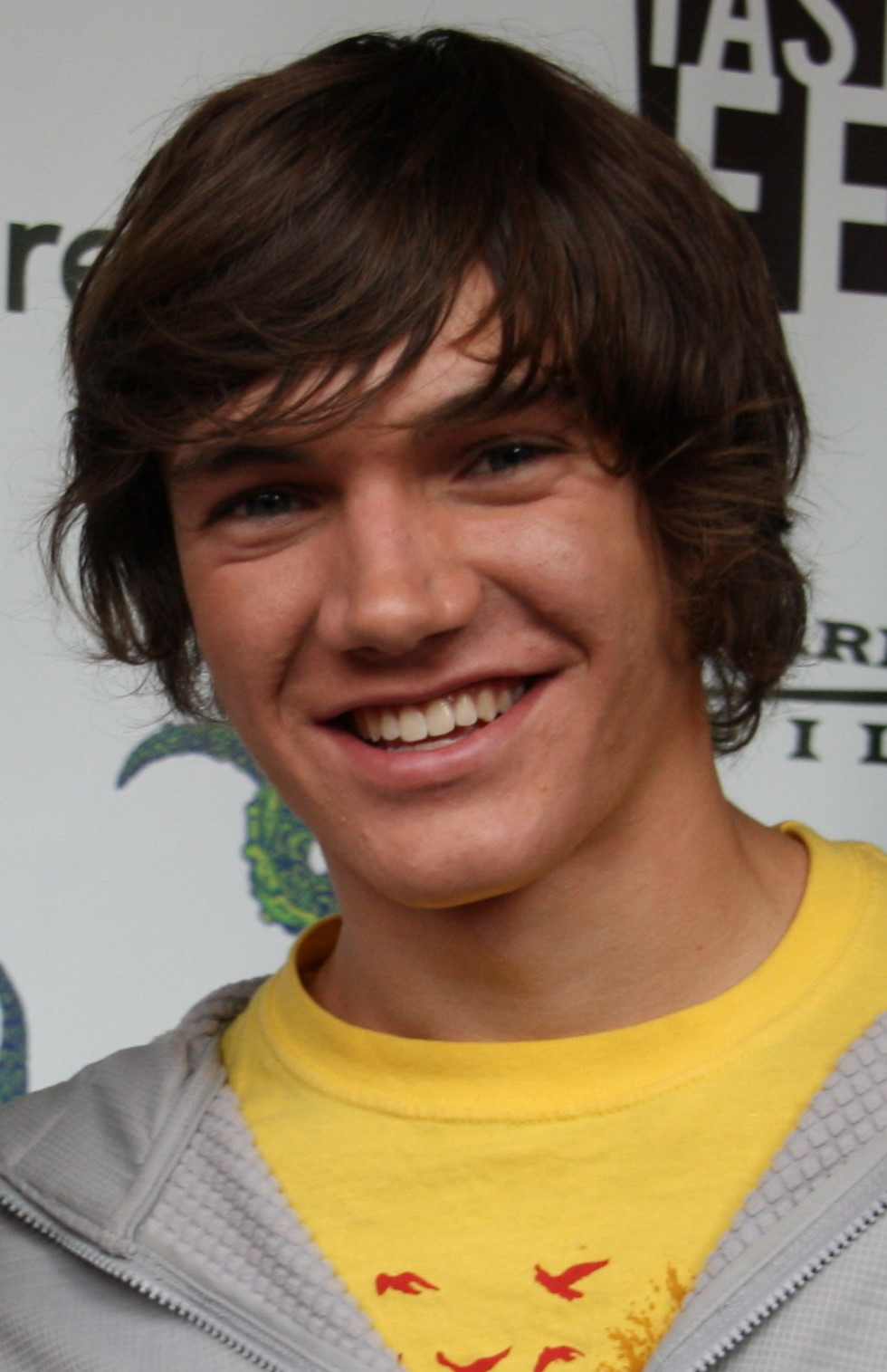

크리스 머솔리아(Chris Massoglia, 1992년 3월 29일 ~ )는 미국의 배우이다.
미니애폴리스에서 태어났다.

## 영화
- 그레이스 윈스 (2017년)
- 더 매치브레이커 (2016년)
- 와일드 하트 (2013년) - 라이언 역
- 더 홀 (2009년) - 댄 역
- 틴에이지 뱀파이어 (2009년) - 대런 샌 역
- 플럼 썸머 (2007년)